# GOGOX
GOGOX，前稱GoGoVan，是一家以手機應用程式提供貨運服務的公司，為客戶提供貨運解決方案，總部位於香港。2013年7月，由5位創始人成立，是亞洲首個運用手機應用程式連接用戶和貨車司機的貨運物流平台。用戶可以通過手機應用程式，並即時配對合適的司機進行即時送貨服務。目前全球據點包括香港、新加坡、韓國、中國大陆、台灣及印度。2017年8月，GoGoVan與58速運合併，業務覆蓋超過300個城市，司機網絡超過120萬人，全球員工由300人增至1,000名，成為香港初創企業獨角獸。此外，在香港曾經使用GoGoVan服務的人數已超過100萬。该公司未來將計劃進軍全球市場。

## 歷史

### 概念萌生
GoGoVan的成立皆因送飯盒而起。於2010年，GoGoVan三位年輕創辦人Steven Lam、Nick Tang及Reeve Kwan相繼於美國畢業回港，決定聯手創業，成立名為BoxAD的廣告公司。業務概念頗簡單：三人收取客戶廣告費用，將其廣告印在飯盒上宣傳，然後把飯盒免費供應予食肆作外賣之用。概念類似免費報紙，免費吸引讀者閱讀，賺取廣告費。慢慢卻發現，這盤生意最難之處是找不到貨車送飯盒。由於貨Van司機每日都有定時訂單，只能利用空檔的閒暇再接可有可無的散單。但另一方面，Call台逢單必接，司機因不想接遠程的訂單卻不能推卻Call台的訂單，於是寧願關掉Call台。因此產生車源不足的問題，令乘客電召貨Van時，常出現無車的情況。而這個有關溝通和配套的問題，其實可以用手機應用程式來直接配對司機和乘客，剔除Call台這中間人，增加效率。 因而使他們萌生另一盤生意的意念，抓住時機，由飲食界轉型至交通運輸界。2013年3月，三人在朋友介紹下認識了寫APP的Chris，再拉攏做設計的James，合資兩萬元，組成GOGOVAN，冀為行業生態帶來革命，並一直堅持共享經濟、公平競爭的經營理念。

### 公司成立
2013年7月8日，有興趣試用的貨車司機累積至幾百個，而GOGOVAN應用程式亦隨即上架。應用程式推出後，市場反應極佳，開支亦跟隨上升，但他們也陸續找到投資者投入資金擴展業務。
2013年10月，公司先後參與香港數碼港「創意微型基金」（CCMF）及「培育計劃」，獲得40多萬港元資助。

### 進軍香港以外市場
2014年6月，GOGOVAN首次擴展至新加坡市場，車種包括機車、客貨車和卡車，並提供快遞運送服務、大型貨物運輸服務、幫搬等服務 。8月得到了A輪融資。11月取得來自人人網的融資。 同月，業務擴展至台灣，以機車為主要的快遞服務，提供快遞運送服務和代步服務，並設有貨車。
2015年3月，GOGOVAN業務擴展至中國內地，取名為“快狗”，車種包括麵包車和貨車，提供搬家服務、商業快遞和運送寵物服務。7月，宣布完成B輪融資。10月，業務擴展至韓國，車種包括機車、客貨車和卡車，提供快遞運送服務、大型貨物運輸服務、幫搬服務。
2016年3月，GOGOVAN業務擴展至印度。5月，完成了C輪融資。7月中國快狗首推出GOGO Business平台。8月新加坡推出GOGO Business平台。11月香港推出GOGO Business平台。
截至2016年中，擴展地區已覆蓋香港、新加坡、韓國、中國內地、台灣及印度，下一步或放眼泰國、越南或印尼。其後，GOGOVAN在中國大陸更名為「快狗速運」，取其“忠誠”、“可靠”、“親切”之意，2016年時業務已覆蓋北京、上海、深圳、廣州、武漢、佛山、東莞和青島。
2017年8月29日，快狗速運宣佈與58到家旗下的58速運合併，令公司業務覆蓋的城市超過110個，司機網絡亦超過120萬人，成為亞洲最大的同城貨運服務平台，亦成為香港初創企業第一隻獨角獸，而阿里巴巴身為雙方的投資者，全力支持是次合併。但這次合併不影響GOGOVAN繼續以香港為家的狀況。創辦人在新聞發佈會上說公司仍未有盈利，但暗示未來或會在港交所主板上市。新公司英文名仍沿用GOGOVAN，中文名則使用58速運。同年12月公司在香港推出GOGO Business手機版，以方便客戶可以隨時隨地使用貨運服務。
2018年7月，公司完成由華新投資領頭的最新一輪融資，第一期集資額達2.5億美元，其他投資者包括阿里巴巴旗下菜鳥物流、中俄基金、弘潤資本、前海母基金及58到家集團跟投。同年8月，58速運改名為“快狗打車”，意指拉貨（生意人）、搬家（家庭）、運東西（各類物品）等各種需求場景，可快速和方便使用的APP平台。 
2020年7月8日，為配合長遠發展，GoGoVan宣佈重塑品牌，以GOGOX繼續發展，進一步開拓亞洲市場。

## 產品及服務

### 服務及價格
GOGOX是一個連接用戶和貨車司機的物流平台，24小時提供不同車種、不同類型的搬運服務。GOGOX會因應地方而提供的不同的運貨服務和車種都會有所不同。企業用戶方面，GOGOX為客戶定制個人化的物流方案，除包鐘服務及包月服務外，更可於企業用戶的商鋪內設置自助服務站，讓顧客完成購物後直接落單、安排送貨，另有電子商務API，與網上商戶進行技術合作，可在網店完成購物、付款、送貨無縫連續操作。
GOGOX以點對點收費為基本路程費用，而於不同情況下可能會收取附加服務費、隧道費或停車場費等。用戶可於APP或網上報價，只需輸入起點及目的地。

## 地區

### 香港
於香港，GOGOVAN提供車種包括客貨車、5.5噸貨車及9噸貨車，最多可載5人（不包括司機）。除了提供不同車種類型，用戶可要求附加服務，包括：跟車送運、貨物運載、寵物接送、家居搬運、寄送文件、建材運送及倉庫提存等。另外用戶更可就其需要提出特別要求，如：英語司機接載、租用手推車／板車及唧車、幫搬服務等等。至於司機程式，在香港，2016年5月開始推行收費計劃，成為首個地區向司機收取費用的地點。訂單柯打分為兩大類，一種為免費柯打，另一種則需額外收取司機預先購買的「GO分」。GO分收取的數額視當時供求而定，因此，即使是同一路線，司機需要支付的GO分亦有機會不同。
社會企業責任
為了回饋社會，幫助弱勢社群，GOGOVAN參與不少有關社會企業責任的工作。在香港，GOGO Goodness計劃亦於2015年正式展開，希望透過GOGOVAN的平台，幫助一些慈善機構，將原本會被浪費社會的資源，帶到有需要的人手上，使更多人受惠於共享經濟的創新理念和成果。2015年12月，就聯同恒生管理學院（今稱香港恒生大學）學生透過GOGOVAN手機程式四處收集市民家裏剩下但未食用的食物，例如罐頭、油、米粉等等。在禧福協會幫忙下，收集得到的逾500件食物變成「福袋」，GOGOVAN就變身流動食物銀行，趕及在聖誕節前將有心人的捐助，送贈給有需要的人士。2016年，GOGOVAN與慈善機構十字路會合作，提供叫車優惠，以助捐贈者將物資送到十字路會位於屯門的貨倉，再轉贈有需要人士。2017年12月開始，GOGOVAN與社職（Social  Career） 合作，並會與社職旗下非牟利機構提供運輸上的支援，幫助基層家庭搬屋等等。
其他市場活動
GOGOVAN有不少80後、90後的員工，因此，宣傳方法以創意為主，當中不乏一些令人印象深刻的廣告，例如，於2014年，與當紅的YouTuber惡搞廣告短片《那夜凌晨，我坐上了大埔開往旺角的GOGOVAN》。又不時舉辦活動回饋客戶，如農曆新年送贈「GOGO 糕」和特別設計的利是封，推出節日性的市場活動如中秋節舉辦Moving Moon，送出月餅給客戶和司機；聖誕節送出「香港有樂」月農曆，邀請烹飪節目主持李錦聯在幸運兒家中下廚、免費運輸樂器響應全城音樂日等等。2016年7月，GOGOVAN與香港最大家俬展Homesquare合作，提供即場物流服務。2017年5月，GOGOVAN首次與香港其中一家大型百貨公司一田百貨合作，於一田優惠日提供即場物流服務及叫車優惠，每日首300位消費滿1,000元的顧客可獲20元乘車優惠；首100位消費滿2,000元的顧客更可免費乘搭。此外，GOGOVAN找來獨立藝術家為客貨車設計車身，推出名為Moving Art的特別企畫，隨即吸引傳媒報導。
2018年，GOGOVAN 推行「乜X都送」，並請來不同的藝人、網紅或KOL參與。例如，在2月農曆新年，邀請了「夏蕙姨」黃夏蕙送頭炷香；5月與杜小喬合作送小型貨物上門，並在電台和社交平台宣傳。
獎項
2014年，GOGOVAN在香港資訊及通訊科技獎獲得了最佳流動應用程式（流動營銷）金獎 ，同年又在最佳.hk網站獎的中小企組獲得銀獎，2015年的企業組再獲銀獎。2016年12月，Google Play公布2016年香港最佳應用程式，GOGOVAN被選為「最佳香港原創應用程式」。2017年，GOGOVAN獲德勤評選入圍「香港高科技高成長20強」，並取下第三，是次獎項是旨在表彰香港增長速度最高的20強科技企業。
2018年3月，三位創辦人Steven、Reeve和Nick贏得星島新聞集團舉辦的「2017年傑出領袖選舉」－青年企業家組別。此選舉表揚對香港有極大貢獻及積極推動香港發展的人，鼓勵年輕一代不斷求進，並奮勇向前，推動香港發展。
2018年10月，創辦人Steven獲選香港十大傑出青年選舉，與香港「牛下女車神」李慧詩一同獲得。

### 新加坡
GOGOVAN首次進行擴展，地點為新加坡，提供的服務車種包括即時運送服務、大型貨物運輸服務、幫搬等等。車種方面，新加坡設有機車、客貨車和卡車，以配合不同貨物大小。於2017年4月，新加坡是繼香港後，第二個推行收費計劃的地方。與香港相似，收費計劃要求司機先購買「GO分」，然後接單。
其他市場活動
新加坡會不時推出優惠碼以及於特別節日會送出禮物給客人和司機，例如於黑色星期五節日中，送出了一個智能門鐘；於聖誕節中，送出聖誕樹、朱古力、紅酒等等的禮物，並同時發放優惠碼給客人使用GOGOVAN的運貨服務。
獎項
2016年，新加坡團隊在「2016亞洲供應鏈產業之夜」擊敗了多個直接競爭對手，被評為「年度最佳創新解決方案（初創企業）」。
企業合作
在2017年7月初，為了慶祝新加坡GOGOVAN正式成立3週年，新加坡GOGOVAN策劃了一個有關社會企業責任的項目，旨在透過與慈善機構的合作，好好回饋社會。是次活動與FTPC（For The People & Community）合作，它的主要受眾為社會上的貧困人士。在7月8日，GOGOVAN將機構以30元售出、裝滿日常食品的禮物包免費運到有需要的人手中。透過Facebook及Instagram的宣傳，活動成功為GOGOVAN達到理想的營銷效果，並為FTPC籌得款項。
新加坡GOGOVAN會不時與企業合作作出推廣，例如為慶祝IKEA 40週年，在IKEA一連4日擺放攤位，替客人落訂單和提供貨運服務。
另外，新加坡GOGOVAN收到一則來自企業客戶的訊息，內容是表揚司機專業的服務態度，及其開朗有禮的笑容。為表謝意，GOGOVAN特地向司機送上小小心意，希望將來可以繼續為GOGOVAN客戶服務。

### 台湾
於台灣，GOGOX提供以機車為主要的快遞運送服務，另外都設有一般客貨車和3.5噸貨車，服務範圍包括：寄送文件、精緻商品、大宗貨件、倉庫提存、特定的企業貨運解決方案等等。司機應用程式沒有推行任何的收費計劃，加上在2016年8月，GOGOX在台灣取得合法經營權，不再受政策與法例限制，司機在運貨期間不會再擔心警方的攔截，自由度較大，司機人數不斷上升。
企業合作
2017年7月，GOGOX正式與PChome展開企業合作，台灣三大電商巨頭的PChome始終將「24小時快速到貨」當作金字招牌，因此積極與GOGOX接洽，目前第一階段合作為台北市全區當日配送，令PChome不僅能快速到貨，更能提高商品週轉率及客戶滿意度，使得運務流程上更加優化。
其他市場活動
2017年10月，台灣GOGOX與惠氏啟韻媽媽Club合作，幫助職場母親送母乳，推動「母愛直送」活動，於10月23日至11月21日享有免費母乳「職場直送」服務，由專人將母乳送給寶寶。適用區域包含大台北地區、台中市及高雄市。
台灣也有市場活動GOGO MVP，鼓勵司機接更多單。台灣GOGOX會在每個月選出一位接單最多的司機，給予獎勵，多勞多得。
擴展服務市場
2020年12月，除了原有的即時快遞與企業物流規劃安排，GOGOX正式推出包車服務與搬家服務，擴大一般用戶生活中會需要的用車服務，不僅僅載貨，也可以安排出遊行程、商務接送，個人搬家、企業廠房搬遷也能夠服務。
退出臺灣
2022年7月，其代理商捷客物流終止代理該品牌並停止在台灣的相關業務合作。

### 韩国
於韓國，GOGOVAN提供的車種包括機車、客貨車和卡車，並提供快遞運送服務、大型貨物運輸服務、幫搬服務。
2017年12月，韓國GOGOVAN成功與三星旗下網上服飾商店SSF Shop達成合作。該公司正為首爾區顧客提供3至5小時內的速遞服務，費用為5,000韓圜。GOGOVAN司機更會穿上制服，駕駛獨有的紫色GOGOVAN為當地客戶服務。

### 中国内地
2015年3月，GOGOVAN在中國大陸取名為「快狗速運」，取其“忠誠”、“可靠”、“親切”之意，車種包括麵包車和貨車，提供搬家服務、商業快遞和運送寵物。在擴展初期，覆蓋的城市有北京、上海、深圳、廣州、武漢、佛山、東莞、青島。
2017年8月29日，快狗速運宣佈與58到家旗下的58速運合併，令公司業務覆蓋的城市超過110個，司機網絡亦超過120萬人，成為亞洲最大的同城貨運服務平台。58到家在B2C方面出色，而快狗速運則在B2B方面得到大量企業客戶支持。合併後，新公司將繼續沿用GOGOVAN作為英文品牌，58速運為中文品牌。後來，58速運改名為「快狗打車」。

### 印度
2016年3月，GOGOVAN拓展業務至印度清奈，並提供六大款貨車種類，包括塔塔輕型貨車（一噸、2噸和3噸）以及Eicher貨車（14 呎、17呎和19呎長）。貨車司機在當地依靠少量知名度高的客戶獲得商機；直至GOGOVAN的出現，大大改善車輛的使用率。 
在印度，主要的業務集中提供貨運服務給中小企和大型企業客戶如Blue Star India Ltd, Dyrocon Airtech Ltd等等。現時，印度擁有的車隊超過200架，並預計會進一步增加。產品方面，提供司機App 給司機接訂單，以及可以在網站下單和閱讀收費說明。 
但是，在印度拓展業務最大難處是，要發展成熟的物流業有一定的難度。總括整個行業，競爭者甚多，而且擴展過程複雜，企業出現不同的工作效率。

## 商務合作
GOGOVAN同時具備B2B及B2C的服務。在B2B方面，不少大型公司及機構都已經成為GOGOVAN客戶。至於B2C方面，GOGOVAN在香港的用戶數量約為100萬人。
GOGOVAN亦有與商戶及公司展開合作，例如2017年10月與中國共享單車平台建立供應鏈戰略合作 。今年3月，新加坡GOGOVAN與領先物流方案供應商Y3 Technologies簽約成為合作伙伴。
GOGOVAN與香港食物環境衞生署簽訂了2年服務合約，租用其車輛運送工具，但《東方日報》偵查報道同時發現部分食環署人員乘搭GOGOVAN客貨車出勤時無攜帶任何工具或貨物隨行，被質疑違反了法例不可載客取酬的規定。

## 市場壟斷和競爭
GOGOVAN以「打倒客貨車業霸權，為司機爭取利益」為旗號成功打入香港本地客貨車市場，發展迅速。至2015年，於香港的市場佔有率已達至65%，為本地電召客貨車業的火車頭。
業界批評GOGOVAN的載客經營業務打擊其收入，要求香港政府取締以手機應用程式非法載客取酬活動，香港警方曾以「放蛇」方式透過GOGOVAN，在沒攜帶貨物下租用輕型貨車，成功拘捕兩名分別44歲及61歲司機，涉嫌使用汽車作出租或取酬載客用途和沒有第三者保險而使用車輛。

## 法例規管
GOGOVAN為合法經營，但香港法例訂明輕型貨車只准載貨，不得取酬載客，違例者可被罰款5,000元及監禁3個月。警方曾以「放蛇」方式拘捕涉違例司機，引起運輸業界關注。
在台灣，受制於政策模糊與法規限制環境下，共享經濟的理念在臺灣推行絕不容易，對於GOGOVAN這類初創企業更是困難重重。在2016年8月，GOGOVAN成為了全台灣第一個完整合法的物流平台，意味公司必須接受納管、司機投保、貨品投保、繳稅等規範。而在合法的情況下，GOGOVAN司機不需要擔心警方會攔截。

## 安全事故
2017年12月1日凌晨，一輛GOGOVAN客貨車27歲司機駕車沿香港新界屯門公路往元朗方向駛至近新德街對開時，懷疑與同車友人談得興高采烈之際分心，猛撞一輛停在快線的箭嘴工程車車尾，司機全身骨折被困，同車男子則僅受驚沒有受傷，並能自行離開車廂，消防將司機救出後證實傷重死亡。本次車禍是一個月內第二宗猛撞工程箭嘴車的嚴重交通意外。
2019年1月4日晚上，一輛載着一名32歲女乘客的GOGOVAN在香港黃大仙龍翔道準備轉上大老山隧道時失控撞上燈柱，再撞向路旁石壆，右邊車門受猛力撞擊飛脫，女乘客拋出車外，頭部着地重傷淌血，搶救後不治。事發後警員懷疑女乘客沒有配戴安全帶，並且只在現場檢獲死者手袋，不見貨物，惹來案中司機或涉嫌違例以客貨車作「白牌車」載客取酬的質疑。有記者佯裝顧客「放蛇」試乘GOGOVAN，發現司機不斷問乘客有否貨物，最終叫無貨同行的記者將背包放到車尾箱才提供接送服務。有保險業人士指如果乘客乘坐只聲稱載貨的GOGOVAN車輛並發生意外，由於保險聲明失實，乘客可能不獲賠償，車主亦會被追究。也有車主走法律灰色地帶，由於「載貨」沒有規限及定義，一些車主在車上預先擺放貨物，以便以白牌車載客取酬時可以避責，或要求乘客回答有貨才願意接載。